# Ruska kraja umetnin in plenjenje med invazijo na Ukrajino
Med rusko invazijo na Ukrajino (še poteka), je Rusija s pomočjo ruske vojske ter različnih organizacij iz Ukrajine organizirano ukradla več deset tisoč kosov umetnin. Ukradene so bile umetnine iz vseh obdobij - od moderne umetnosti, do anitčnega zlata Skitov. Rusi so tudi uničili na stotine kulturnih znamenitosti in spomenikov. Plenjenje so organizirali ruski umetnostni strokovnjaki, v nekaterih primerih so pri plenjenju tudi fizično sodelovali ter vojake usmerjali katere umetnine je potrebno ukrasti.

## Plenjenje
V okupiranem mestu Mariupol so iz treh glavnih muzejev v mestu ukradli preko 2000 umetnin.
Pred pobegom iz Hersonske oblasti na desnem bregu Dnepra po ukrajinski protiofenzivi v začetku jeseni 2022, so Rusi po podatkih UNESCO delno ali v celoti uničili več kot 200 kulturnih znamenitosti ter ukradli okoli 10.000 (od skupno 13.500) umetnin iz umetnostnega muzeja mesta Herson. Uslužbenka muzeja je poročala, da so jo ljudje, ki so trdili, da delajo v ruskih muzejih, zaprli medtem, ko so plenili umetnine. Nekateri viri so navedli število umetnin ukradenih v celotnem Hersonu kot 15.000. V Hersonskem regionalnem muzeju so ukradli antične grške artefakte in dokumente ter 90% zbirke orožja v muzeju. Po poročanju The New York Times so iz Hersona po izrecnih navodilih iz Kremlja ukradli kosti kneza Grigorija Potemkina, ljubimca Katarine Velike. Veliko umetnin in artefaktov je bilo med plenjenjem zaradi hitenja in nestrokovnosti poškodovanih ali uničenih. Med plenjenjem so nekateri uslužbenci muzeja na skrivaj posneli slike, sateliti so posneli tovornjake, ki so umetnine odvažali. Velik del umetnin je bil prepeljan na okupiran polotok Krim.
V okupiranem mestu Melitopol v Zaporoški oblasti, so ruski vojaki ukradli zlato čelado iz skitskega kraljestva, datirano v 4. stoletje pred našim štetjem in vredno več milijonov ameriških dolarjev. Direktorico muzeja so ruski vojaki skušali prisiliti, da bi izdala lokacijo ostalega skitskega zlata, ki ga je skrila pred okupacijo. Grozili so ji s strelnim orožjem ter ugrabili, ker ni hotela sodelovati. Po zaslišanju so jo na koncu izpustili in dopustili pobeg iz okupiranega ozemlja. Ostali, skriti del obsežne zbirke skitskih zlatih artefaktov so naposled našli in jih odnesli v okupirani Doneck.
Ukradene umetnine in artefakti so se pojavili na črnem trgu. Carina ZDA je 2022 na letališču v New Yorku zasegla tri antične meče in antično kamnito sekiro, ki so bili ukradeni iz Ukrajine. Vse artefakte je vrnila ukrajinski ambasadi v ZDA. Oktobra 2023 je pri Rusu na letališču v ZDA bilo odkritih 14 ukradenih arheoloških artefaktov, ki so vključevali več kosov orožja iz časa neolitika in do srednjega veka. Zaseženi artefakti so bili vrnjeni Ukrajini.
Junija 2024 so okupacijske oblasti na Krimu vodjam muzejev naročile začetek priprav za »evakuacijo« vrednih eksponatov v primeru spopadov, med drugim tudi v Rusijo.

## Odzivi
Rusko plenjenje so primerjali z nacističnim plenjenjem, ki ga je izvajala nacistična Nemčija, in ga imenovali »največji kolektivni umetniški rop, odkar so nacisti plenili Evropo v drugi svetovni vojni«. Plenjenje je bilo opisano kot poskus izbrisa kulturne dediščine Ukrajine.

### Rusija
Nastavljeni guverner okupiranega dela Hersonske oblasti je trdil, da so bile umetnine odpeljane le začasno, da se bodo vse »definitivno vrnile« po koncu bojev in da »vse počno za dobrobit in ohranitev zgodovinske dediščine Hersona«.
Direktor enega izmed muzejev v Simferopolu na okupiranem Krimu je priznal, da hranijo večji del zbirke iz umetnostnega muzeja v Hersonu ter trdil, da jih »ne nameravajo razstaviti« in jih »samo hranijo«.
Direktor muzeja v okupiranem Donecku, kamor so bili odpeljani zlati skitski artefakti, je trdil da so tam zaradi »varnosti« in da »artefakti niso samo za Ukrajince ampak imajo tudi veliko kulturno vrednost za ostalo bivšo Sovjetsko zvezo«.